# Carlos Alberto Parreira
Carlos Alberto Gomes Parreira (sinh ngày 27 tháng 2 năm 1943) là một cựu huấn luyện viên bóng đá người Brasil. Ông hiện đang giữ kỷ lục là huấn luyện viên tham dự giải vô địch bóng đá thế giới nhiều nhất, với 6 lần tham dự, vào các năm 1982 khi dẫn dắt đội tuyển Kuwait, năm 1990 khi dẫn dắt đội tuyển Các Tiểu vương quốc Ả Rập Thống Nhất, năm 1994 khi dẫn dắt đội tuyển Brasil, năm 1998 khi dẫn dắt đội tuyển Ả Rập Xê Út, năm 2006 khi dẫn dắt đội tuyển Brasil, và năm 2010 khi dẫn dắt đội tuyển Nam Phi. Trong 6 lần tham dự đó, ông đã đưa đội tuyển Brasil lên ngôi vô địch vào năm 1994.

## Giải vô địch bóng đá thế giới

### Giải vô địch bóng đá thế giới 1982
Tiệp Khắc 1–1  Kuwait

 Pháp 4–1  Kuwait

 Anh 1–0  Kuwait

### Giải vô địch bóng đá thế giới 1990
Colombia 2–0  UAE

 Tây Đức 5–1  UAE

 Nam Tư 4–1  UAE

### Giải vô địch bóng đá thế giới 1994
Brasil 2–0  Nga

 Brasil 3–0  Cameroon

 Brasil 1–1  Thụy Điển

 Brasil 1–0  Hoa Kỳ

 Brasil 3–2  Hà Lan

 Brasil 1–0  Thụy Điển

 Brasil 0(3)–(2)0  Ý

### Giải vô địch bóng đá thế giới 1998
Đan Mạch 1–0  Ả Rập Xê Út

 Pháp 4–0  Ả Rập Xê Út

### Giải vô địch bóng đá thế giới 2006
Brasil 1–0  Croatia

 Brasil 2–0  Úc

 Brasil 4–1  Nhật Bản

 Brasil 3–0  Ghana

 Brasil 0–1  Pháp

### Giải vô địch bóng đá thế giới 2010
Nam Phi 1–1  México

 Nam Phi 0–3  Uruguay

 Nam Phi 2–1  Pháp

## Danh hiệu

### Huấn luyện viên

#### Câu lạc bộ
Fluminense
- Giải bóng đá vô địch quốc gia Brasil: 1984
- Série C: 1999

Fenerbahçe
- Giải bóng đá vô địch quốc gia Thổ Nhĩ Kỳ: 1995–96

Corinthians
- Torneio Rio – São Paulo: 2002
- Cúp bóng đá Brasil: 2002

#### Quốc tế
Kuwait
- Gulf Cup of Nations: 1982
- Cúp bóng đá châu Á: 1980

Brasil
- Amistad Cup: 1992
- Giải vô địch bóng đá thế giới: 1994
- Cúp bóng đá Nam Mỹ: 2004
- Cúp Liên đoàn các châu lục: 2005

Ả Rập Xê Út
- Cúp bóng đá châu Á: 1988

Nam Phi
- COSAFA Cup: 2007

#### Cá nhân
- HLV hay nhất năm World Soccer: 1994
- IFFHS World's Best National Coach: 2005[1]